# TBC 가요아카데미
TBC 가요아카데미는 TBC Dream FM(대구, 경주, 구미 99.3MHz, 포항, 영덕, 울진 99.7MHz, 안동, 영주 106.5MHz, 대구 성서, 대구 지산, 대구 범물 일부 지역 106.5MHz)에서 매주 일요일 오전 12시에 방송 중인 라디오 공개 성인 가요 프로그램이다.

## 프로그램 소개
노래로 힐링하는 행복한 시간

## 방송 시간
- 현재 방송 시간은 2025년 1월 5일부터 기준으로 한다.

| 방송 채널    | 방송 기간                          | 방송 시간                        |
| ------------ | ---------------------------------- | -------------------------------- |
| TBC Dream FM | 2018년 3월 24일 ~ 2022년 12월 25일 | 매주 일요일 오후 5시 ~ 오후 6시  |
| TBC Dream FM | 2023년 1월 1일 ~ 2024년 12월 29일  | 매주 일요일 오후 1시 ~ 오후 2시  |
| TBC Dream FM | 2025년 1월 5일 ~ 현재              | 매주 일요일 오전 12시 ~ 오전 1시 |